# Decafluoruro de diazufre
El decafluoruro de diazufre o decafluoruro de disulfuro (S2F10) es un compuesto químico inorgánico descubierto en 1934 por Denbigh y Whytlaw-Gray. Cada átomo de azufre de la molécula S2F10 es octaédrico y está rodeado por cinco átomos de flúor. También se denominó pentafluoruro de azufre y fluoruro de azufre(V). Contiene azufre en su estado de oxidación +5.

## Propiedades
El decafluoruro de diazufre es un líquido incoloro con un olor a fósforo quemado similar al dióxido de azufre. Es altamente tóxico, con una toxicidad cuatro veces mayor que la del fosgeno. Se consideró como un posible agente asfixiante para la guerra química en la Segunda Guerra Mundial porque no produce lagrimeo ni irritación de la piel, por lo que proporciona poca advertencia de exposición, pero nunca se empleó. Se produce por la descomposición eléctrica del hexafluoruro de azufre (SF6), un aislante esencialmente inerte utilizado en sistemas de alta tensión, como líneas de transmisión, subestaciones y aparamenta. El S2F10 también se fabrica durante la producción de SF6, pero se destila. 
El decafluoruro de diazufre es un compuesto estable, pero se descompone a temperaturas superiores a 150 °C para formar hexafluoruro de azufre y tetrafluoruro de azufre.Esta reacción se utiliza para eliminar el S2F10 durante el proceso de síntesis de SF6:
{\displaystyle \mathrm {S_{2}F_{10}{\xrightarrow {\Delta }}\ SF_{4}+SF_{6}} }

## Producción
El decafluoruro de azufre se produce principalmente por la descomposición del hexafluoruro de azufre:
{\displaystyle \mathrm {2\ SF_{6}\longrightarrow \ S_{2}F_{10}+F_{2}} }
También se forma como un subproducto en la reacción del azufre con flúor o por medios fotoquímicos a partir de cloropentafluoruro de azufre.
{\displaystyle \mathrm {2\ SF_{5}Cl+H_{2}{\xrightarrow {h\nu }}\ S_{2}F_{10}+2\ HCl} }

## Estructura
El S2F10 es un compuesto molecular, que consiste en dos grupos octaédricos SF5, unidos por un enlace S-S. La simetría molecular es D4d, con los dos grupos SF5 alternados a 45° a lo largo del eje S-S. Los cálculos teóricos indican que la barrera torsional del enlace S-S es de 40 ± 5 kJ/mol, lo que hace que este movimiento de rotación a temperatura ambiente sea insignificante.

## Reactividad
eL S2F10 no es muy reactivo a temperatura ambiente, pero cuando se calienta, tiende a reaccionar rompiendo el enlace S-S homolíticamente; de tal manera que los radicales ·SF5 formados pueden dar lugar a diversas reacciones. Por ejemplo, S2F10 reacciona con cloro, bromo y tetrafluorohidrazina:
{\displaystyle {\ce {S2F10 + Cl2 -> 2SF5Cl}}}
{\displaystyle {\ce {S2F10 + Br2 -> 2SF5Br}}}
{\displaystyle {\ce {S2F10 + N2F4 -> 2SF5NF2}}}
En agua no se hidroliza, pero se descompone lentamente en presencia de NaOH.